# El Bosque (España)
El Bosque es un municipio español de la provincia de Cádiz, Andalucía. El municipio cuenta con uno de los mayores índices pluviales de la península. Actualmente vive del turismo, la fabricación de embutidos, quesos e industrias de gran tradición como la marroquinería y la fabricación de muebles artesanos.

## Geografía física
Se encuentra en el Noreste de la provincia, concretamente a los pies de la Sierra de Grazalema en la ribera del río Majaceite, encontrándose su término municipal dentro del parque natural Sierra de Grazalema y del parque natural de Los Alcornocales. El río Majaceite cruza la localidad de Noreste a Sureste, desembocando en el embalse de los Hurones y contando con afluentes y manantiales. Forma parte de la Ruta de los pueblos blancos: su término municipal limita al norte con Prado del Rey; al sur con Ubrique; al este con Benaocaz y Grazalema; y al oeste con Arcos de la Frontera. Su extensión superficial es de 30,75 km². Se encuentra a una altitud de 285 metros sobre el nivel del mar.

## Historia

### Origen
Coincidiendo con el final de la Guerra de Granada, y culminado el proceso histórico de la Reconquista, los Reyes Católicos conceden a Rodrigo Ponce de León (VII señor de Marchena, III conde de Arcos, II y último marqués de Cádiz, I duque de Cádiz (1484)) en diciembre de 1490
el I Marquesado de Zahara y el Señorío de las Siete Villas, en pago por reconquistar la villa de Zahara de la Sierra 1483, "Las Siete Villas"; Archite, Castillo de Aznalmara, Castillo de Cardela, Benaocaz, Ubrique, Grazalema y Villaluenga del Rosario 1485. Obteniendo además el Palacio de Marchenilla (lugar donde se funda la actual localidad de El Bosque), como lugar de residencia de caza y sus alrededores por su participación junto a otros caballeros en la guerra que supuso el final del reino nazarí de Granada del rey Boabdil (enero de 1492), integrándose por tanto todas estas Villas reconquistadas a la Corona de Castilla.
El 28 de agosto de 1492 fallece Rodrigo Ponce de León y Núñez. Los Reyes Católicos negocian con su hija Francisca Ponce de León y Jiménez de la Fuente IV y última Condesa de Arcos y su esposo (primo) Luis Ponce de León de la Casa de Villagarcia, la supresión y permuta del marquesado y del ducado de Cádiz para adherirlos a la Corona; concediendo así la reina de Castilla Isabel I la Católica el 20 de enero de 1493 por elevación del Condado de Arcos, a su hijo primogénito Rodrigo Ponce de León en compensación al I duque de Arcos, II marqués de Zahara, I conde de Casares, IX señor de Marchena y VI de Villagarcía.

### Edad Moderna y Contemporánea
El origen se remonta a la política de repoblación de las tierras reconquistadas por Rodrigo Ponce de León a mitad del siglo XIV. El reparto de la tierra que proclama hacia 1520 el heredero de la Casa de Arcos, Rodrigo Ponce de León (I duque de Arcos, II marqués de Zahara, I conde de Casares, IX señor de Marchena y VI de Villagarcía), marca el origen de la colonización de la Villa. Los sirvientes del Palacio de Marchenilla lugar de residencia de caza del citado duque de Arcos, edifican en los alrededores del Palacio sus casas y una Iglesia bajo la advocación de "Nuestra Señora de Guadalupe", atrayendo así a colonos de otras poblaciones a construir sus casas en la vega que se extiende a los pies del Monte Albarracín, constituyéndose por tanto en un núcleo poblacional al que denominaban "Guadalupe" entre los siglos XV y XVIII.
Como villa nace oficialmente en 1815 gracias a una Cédula Real de Fernando VII que se concedió gracias a la heroica resistencia de la población frente al invasor francés.

## Demografía
El Bosque cuenta con una población de 2249 habitantes (INE 2024).
| Gráfica de evolución demográfica de El Bosque entre 1842 y 2021                                                     |
| |
| Población de derecho según los censos de población del INE Población de hecho según los censos de población del INE |

### Economía

#### Evolución de la deuda viva
El concepto de deuda viva contempla sólo las deudas con cajas y bancos relativas a créditos financieros, valores de renta fija y préstamos o créditos transferidos a terceros, excluyéndose, por tanto, la deuda comercial.
| Gráfica de evolución de Deuda viva del Ayuntamiento de El Bosque entre 2008 y 2019                                  |
| |
| Deuda viva del Ayuntamiento de Bosque (El) en miles de Euros según datos del Ministerio de Hacienda y Ad. Públicas. |

### Comunicaciones
La principal vía de comunicación es la A-372 (Arcos-Ronda) que enlaza con la A-373 (Villamartín-Ubrique-Gaucín) y con los Pueblos Blancos. La comarcal C-344 lleva a la provincia de Málaga y es un acceso directo a la Sierra.

#### Autobuses
01:00 desde Jerez de la Frontera.
01:30 desde Cádiz.
00:40 hasta el hospital de Villamartín. 
00:20 hasta Arcos de la Frontera.
Línea de autobuses Los Amarillos que comunica, entre otras localidades, con Arcos de la Frontera, Bornos, Cádiz, Chipiona, Dos Hermanas, Jédula, Jerez de la Frontera, Chiclana de la Frontera, Los Palacios y Villafranca, Prado del Rey, Sanlúcar de Barrameda, Sevilla, El Torbiscal, Ubrique y Villamartín.

## Organización política
En las elecciones municipales de 2023, el ayuntamiento de El Bosque (que cuenta con 11 concejalías) se configuro con: 6 del Partido Popular (PP), 4 del Partido Socialista Obrero Español (PSOE) y 1 de la coalición Unión Andalucista (UA)
| Composición ayuntamiento de El Bosque (2023) |            |
| Partido político                             | Concejales |
| Partido Popular (PP)                         | 6          |
| Partido Socialista Obrero Español (PSOE)     | 4          |
| Unión Andalucista (UA)                       | 1          |

## Lugares de interés

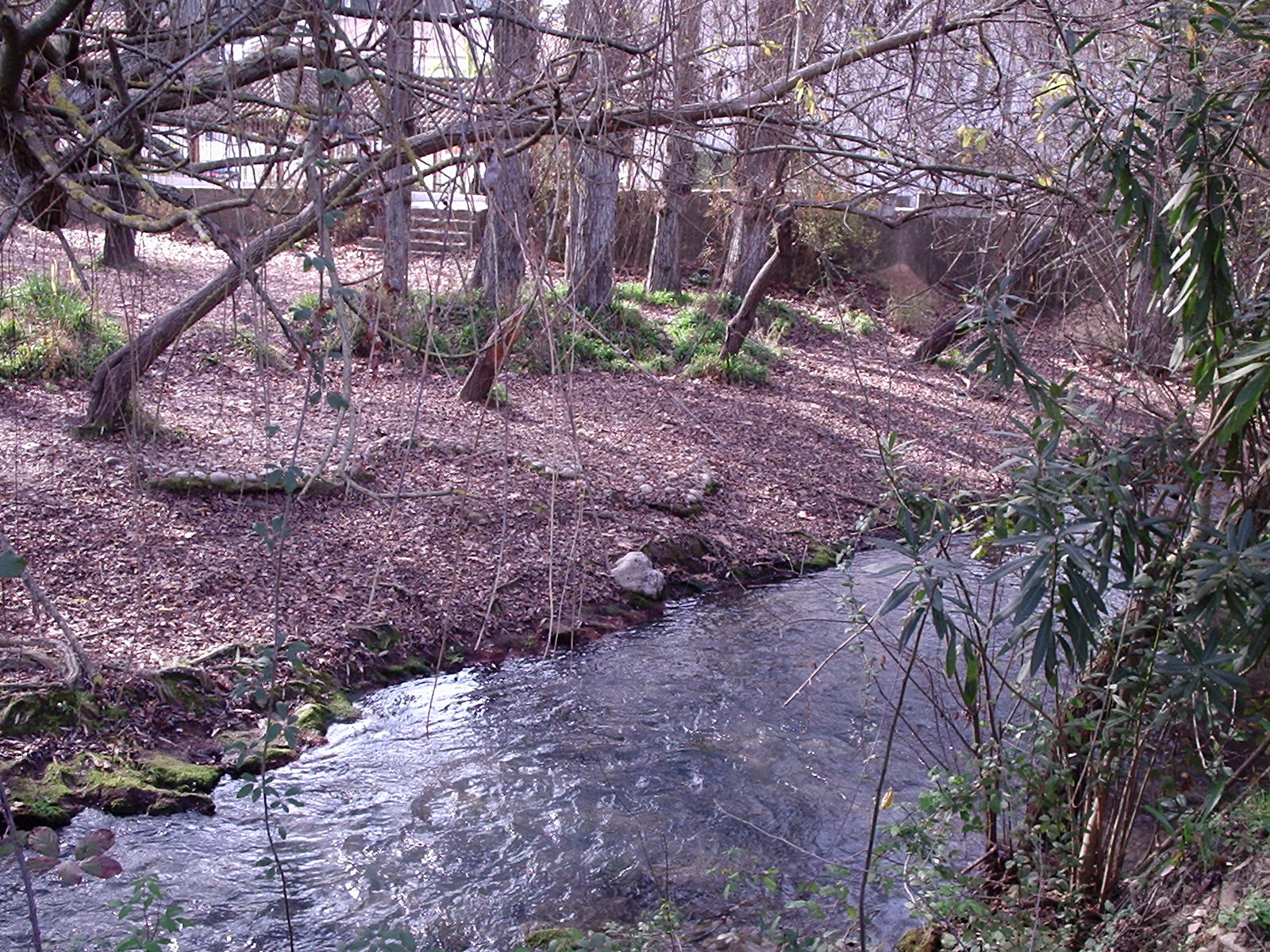
Vista del río Majaceite a su paso por El Bosque.

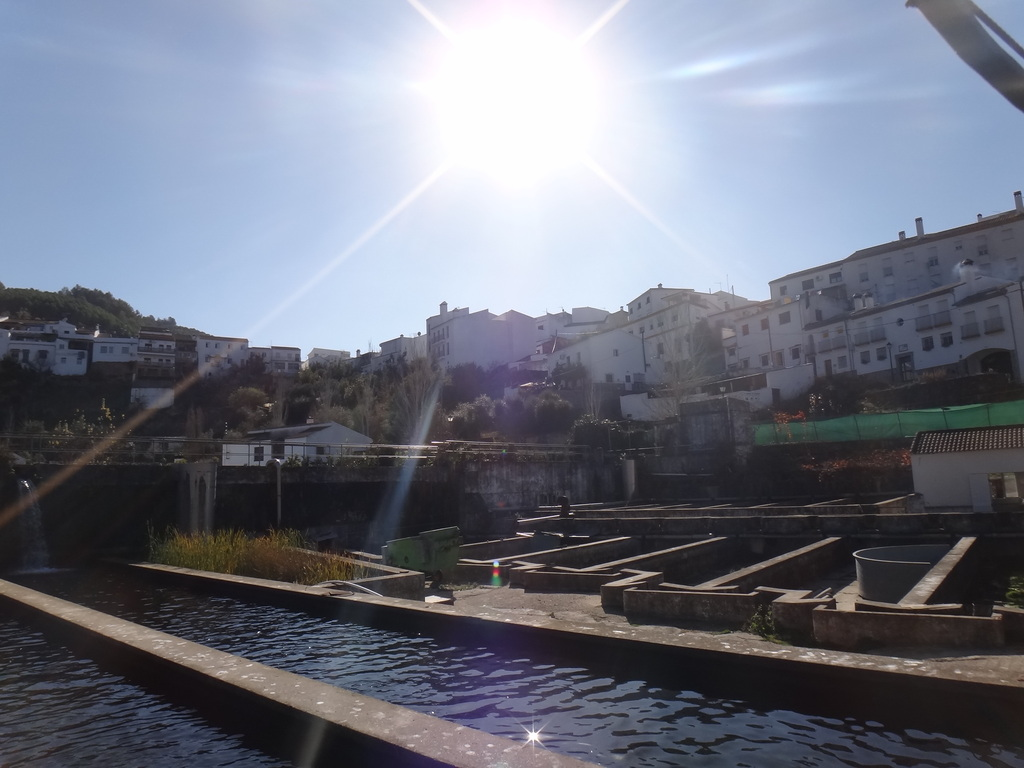
Piscifactoría (actualmente abandonada)

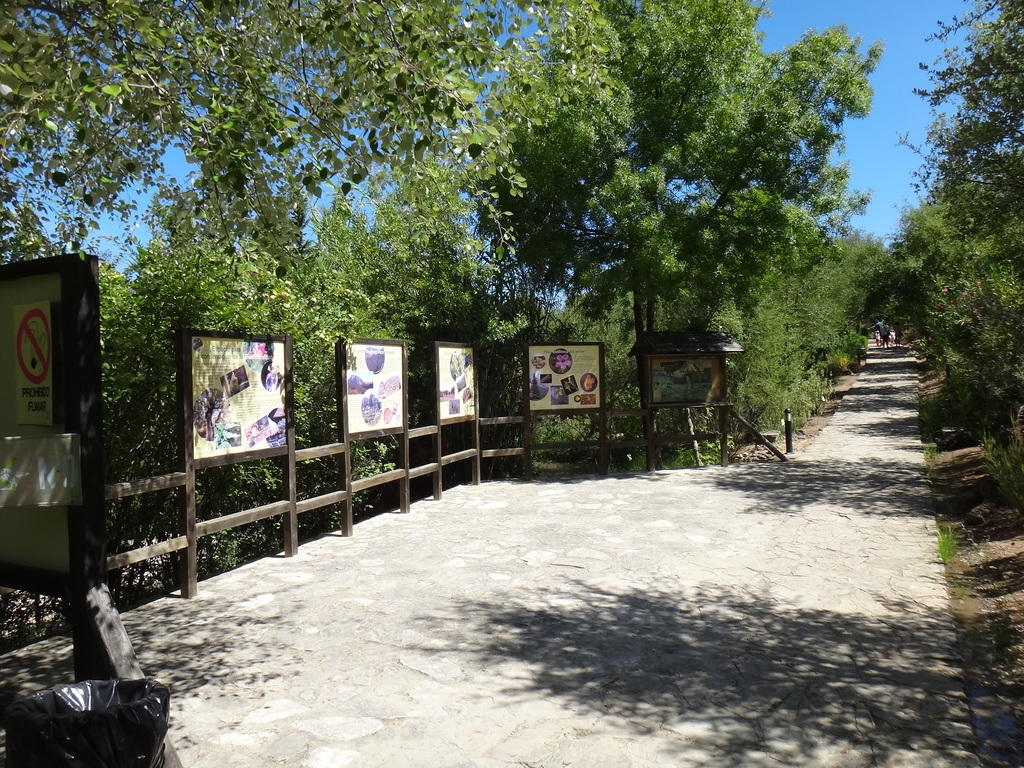
Jardín botánico El Castillejo

- Iglesia de Santa María de Guadalupe, patrona del pueblo. Desde reciente cuenta con una imagen de dicha advocación[5]
- Feria de la Tapa el primer fin de semana de noviembre (desde 2013)
- Feria del Cochino[6]
- Feria de Caza, Pesca y Turismo Rural
- Fuente del Rodezno
- Molino del Duque
- Molino de Abajo, del siglo XIX, de alto valor etnológico.[7] Conserva la estructura hidráulica, el rodezno, las palas y ejes de forja. En la actualidad es un museo (Ecomuseo del agua).[8]
- Jardín Botánico El Castillejo
- Museo del queso, destacando la aportación de la cabra payoya.[9]
- Desde el año 2010 El Bosque viene celebrando en noviembre su bicentenario.
- Corrida de toros con muerte del toro en la plaza.
- Práctica de Parapente desde el monte Albarracín.
- Sendero del río Majaceite: ruta de El Bosque a Benamahoma por sendero a lo largo del río Majaceite, transitable a pie todo el año (dos horas y media). Dificultad media. Actividad muy buena para realizar con niños para que puedan disfrutar de la naturaleza.
- Caminos tranquilos y en buen estado para paseo o bicicleta de montaña, por ejemplo Las Pedrizas (El Bosque-carretera de Algar, 7,5 km ida+vuelta) o el "cordel de Zahara".[10]

## Gastronomía
- Truchas con jamón
- Chacinas
- Quesos[11]

## Galería de imágenes

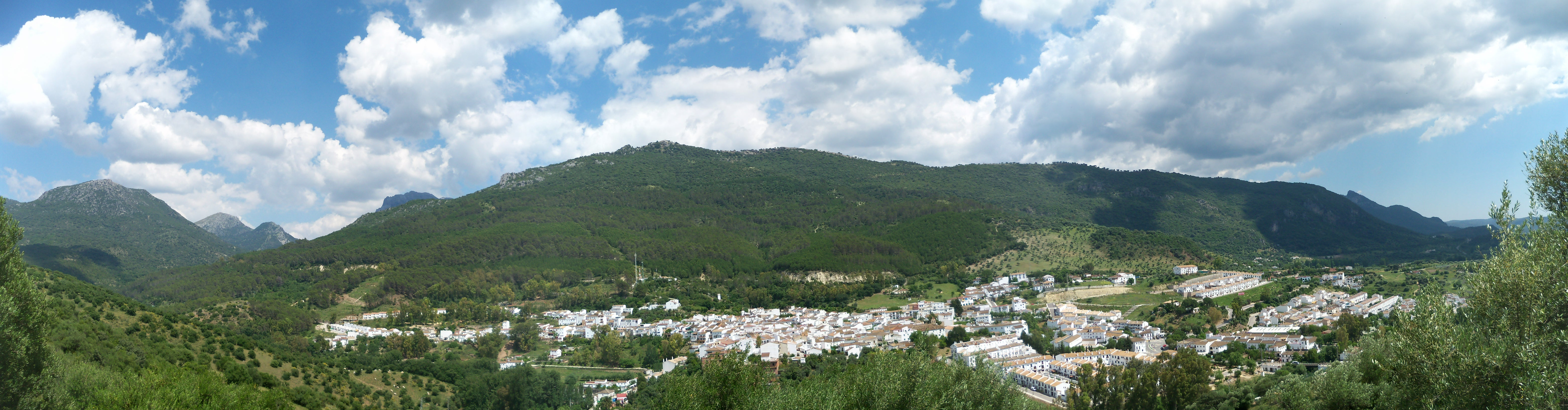
El Bosque desde el "Lomo de Enmedio"
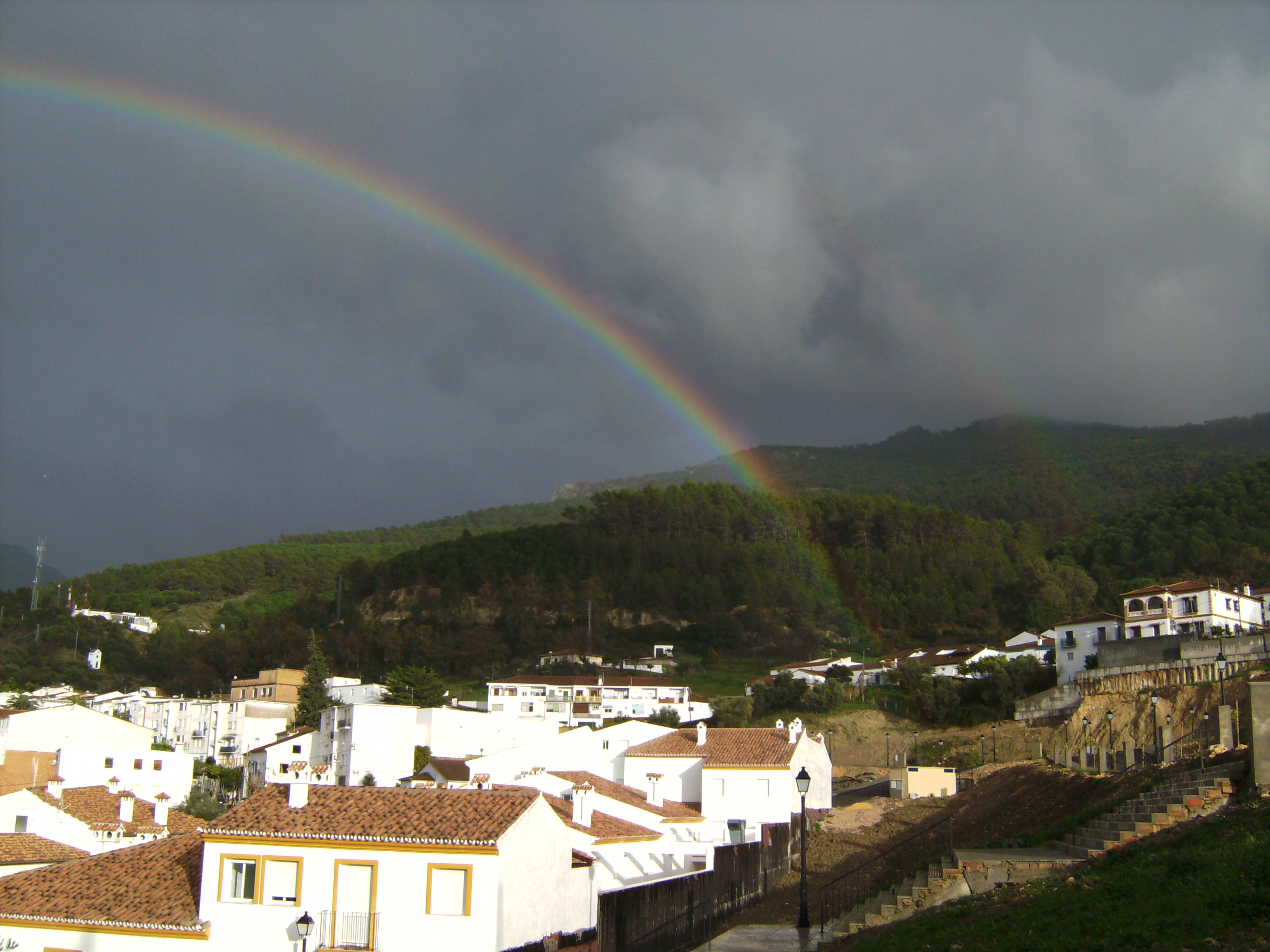
Arco iris doble en El Bosque
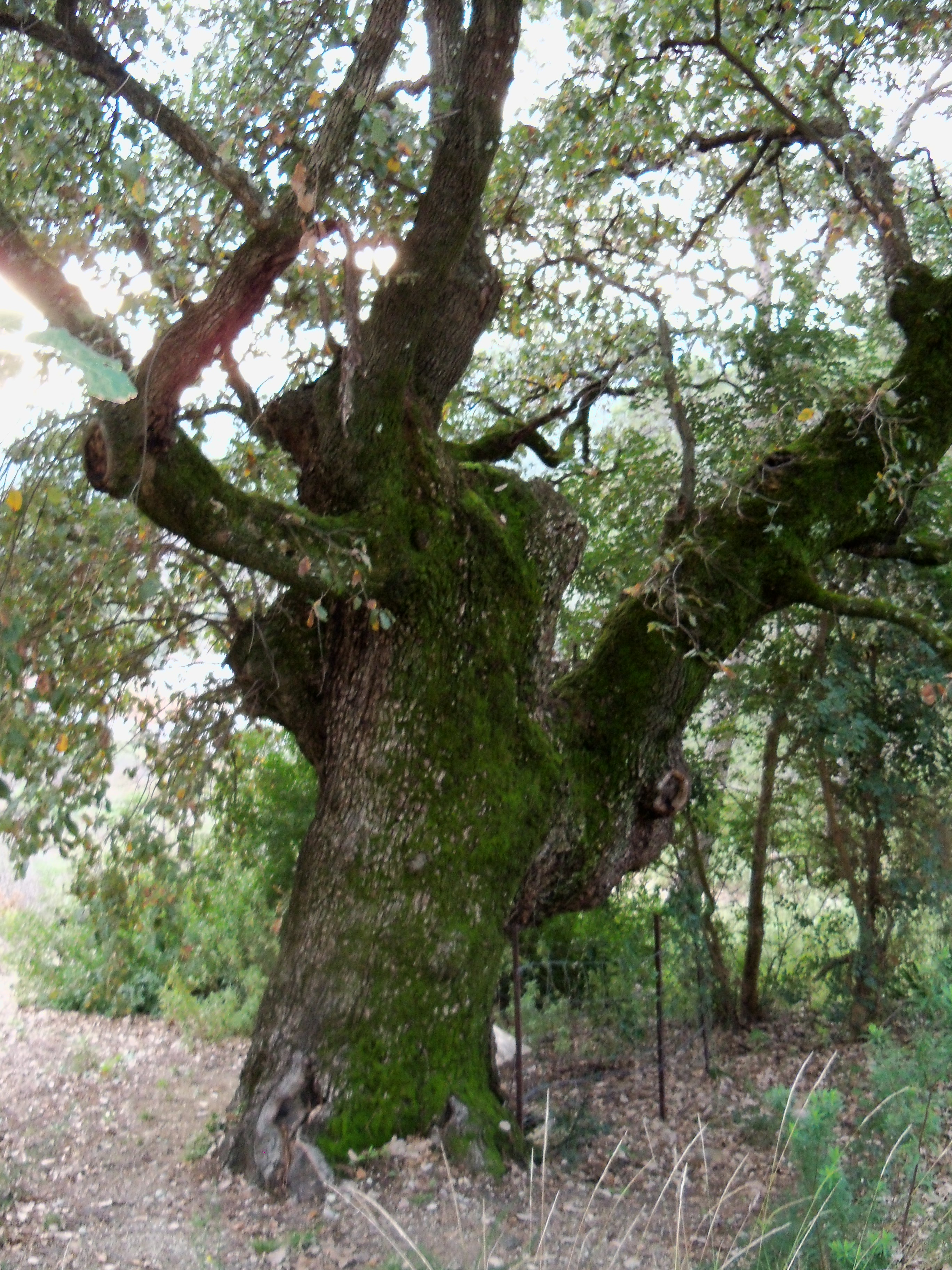
Quejigo (Quercus faginea) en El Bosque
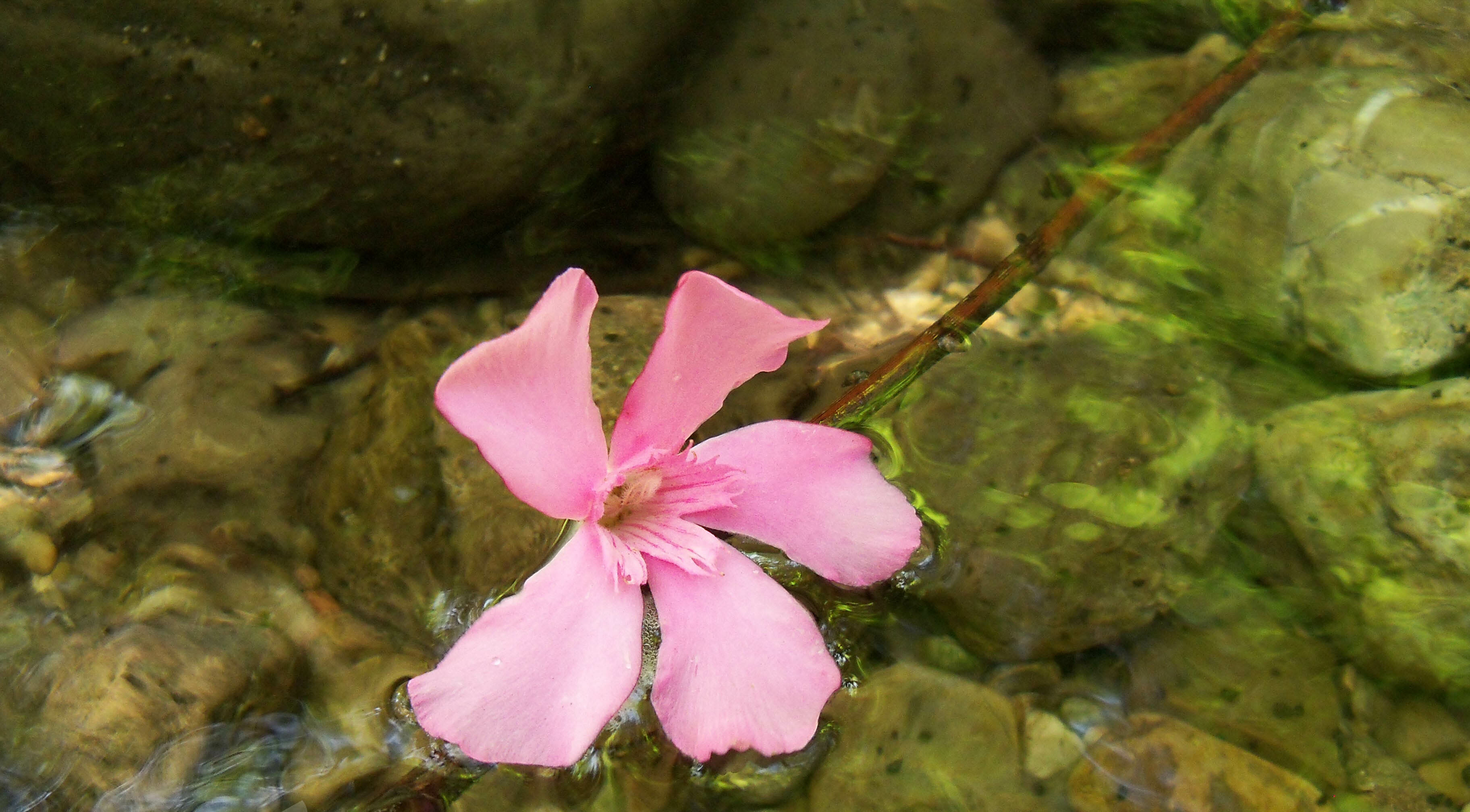
Flor de adelfa en el río
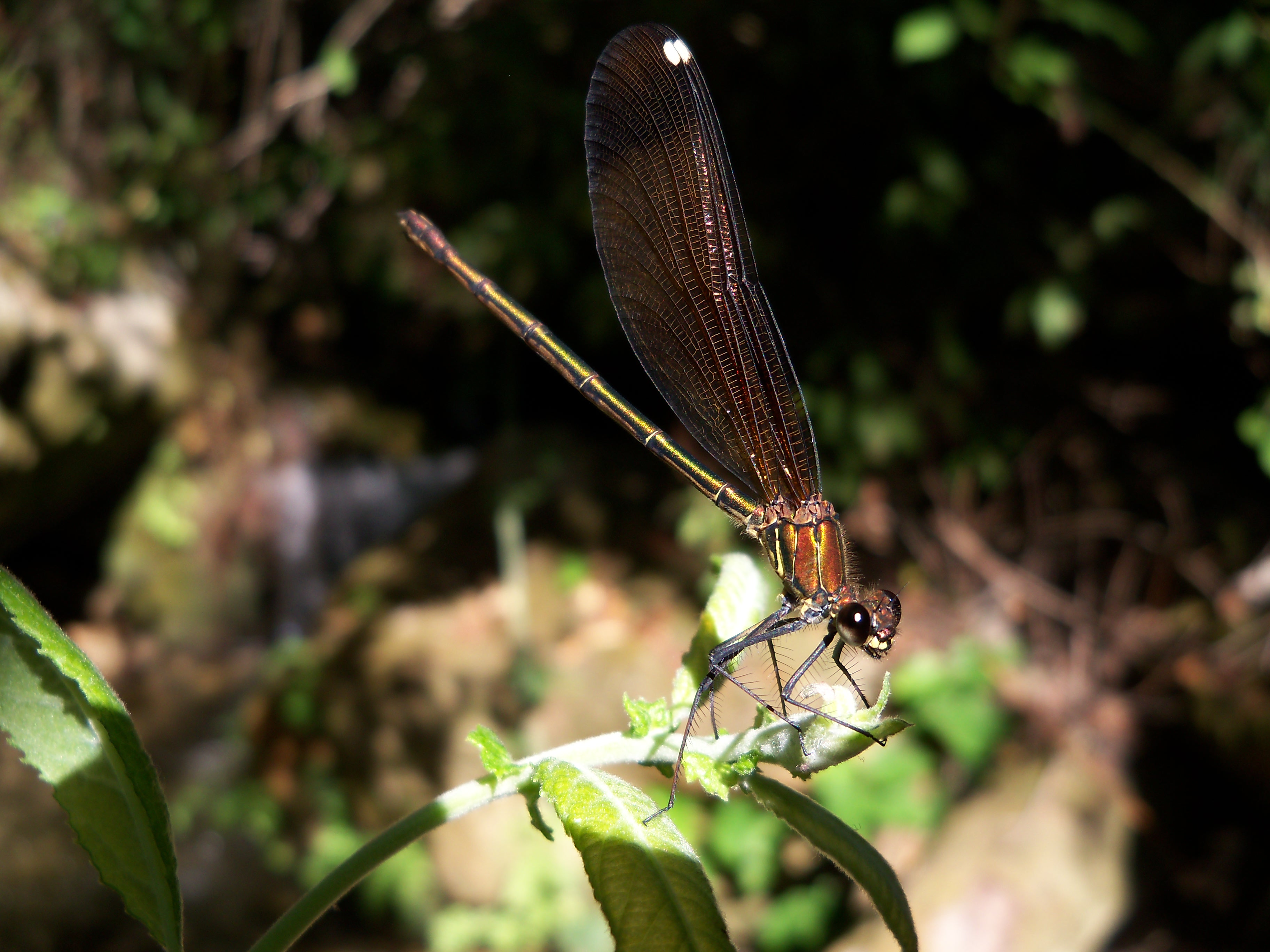
Caballito del diablo en el río
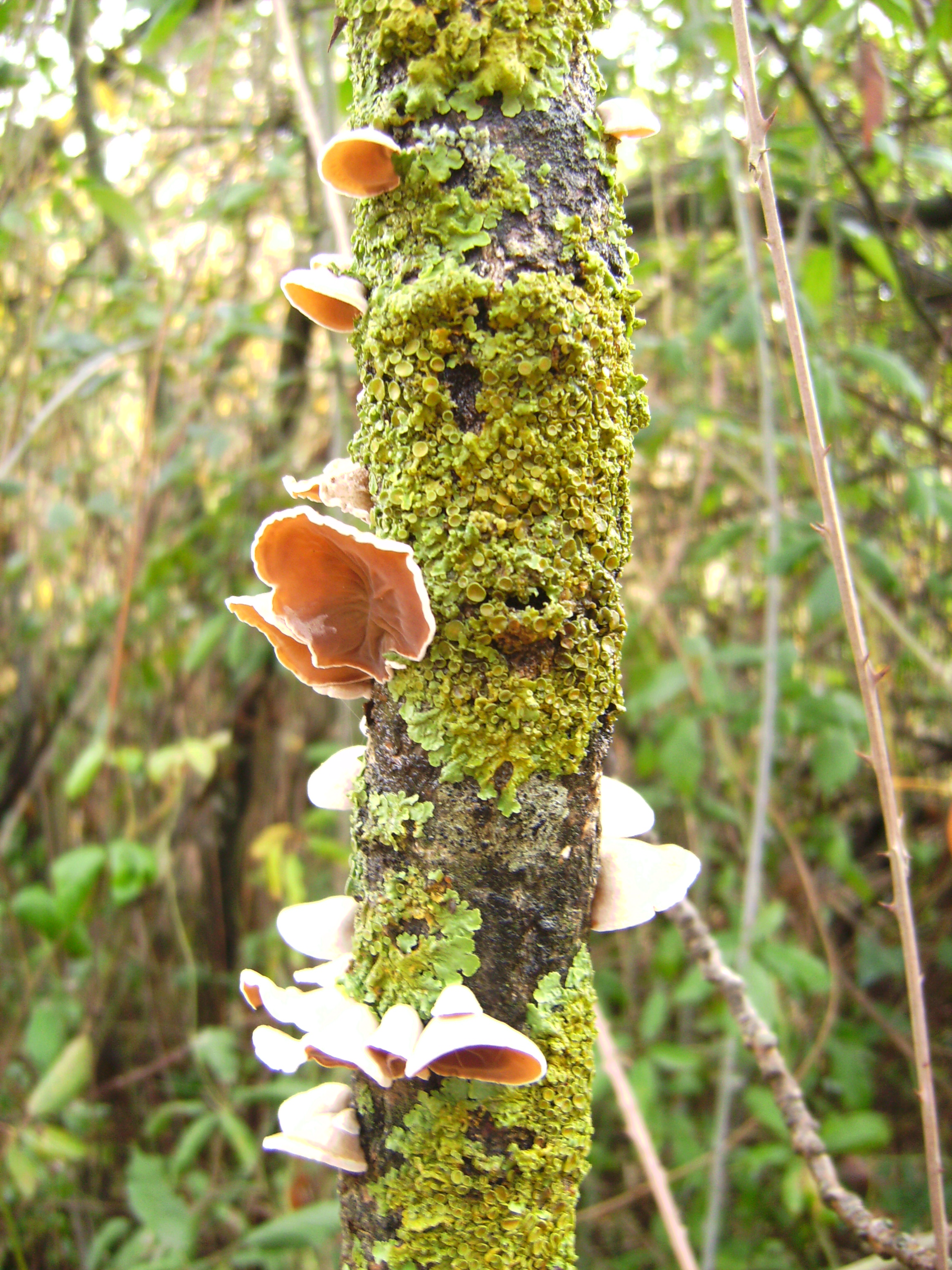
Oreja de judas en El Bosque
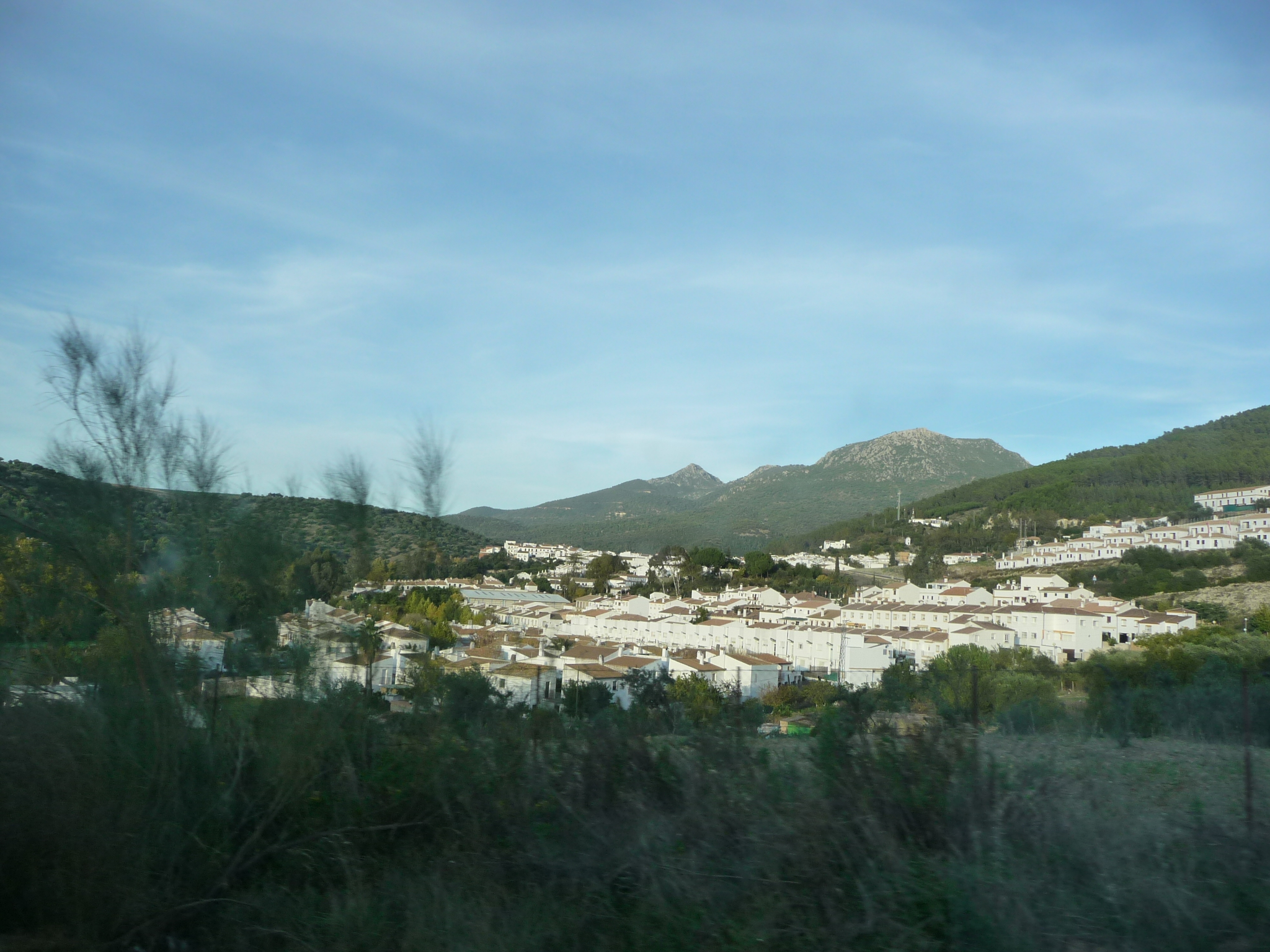
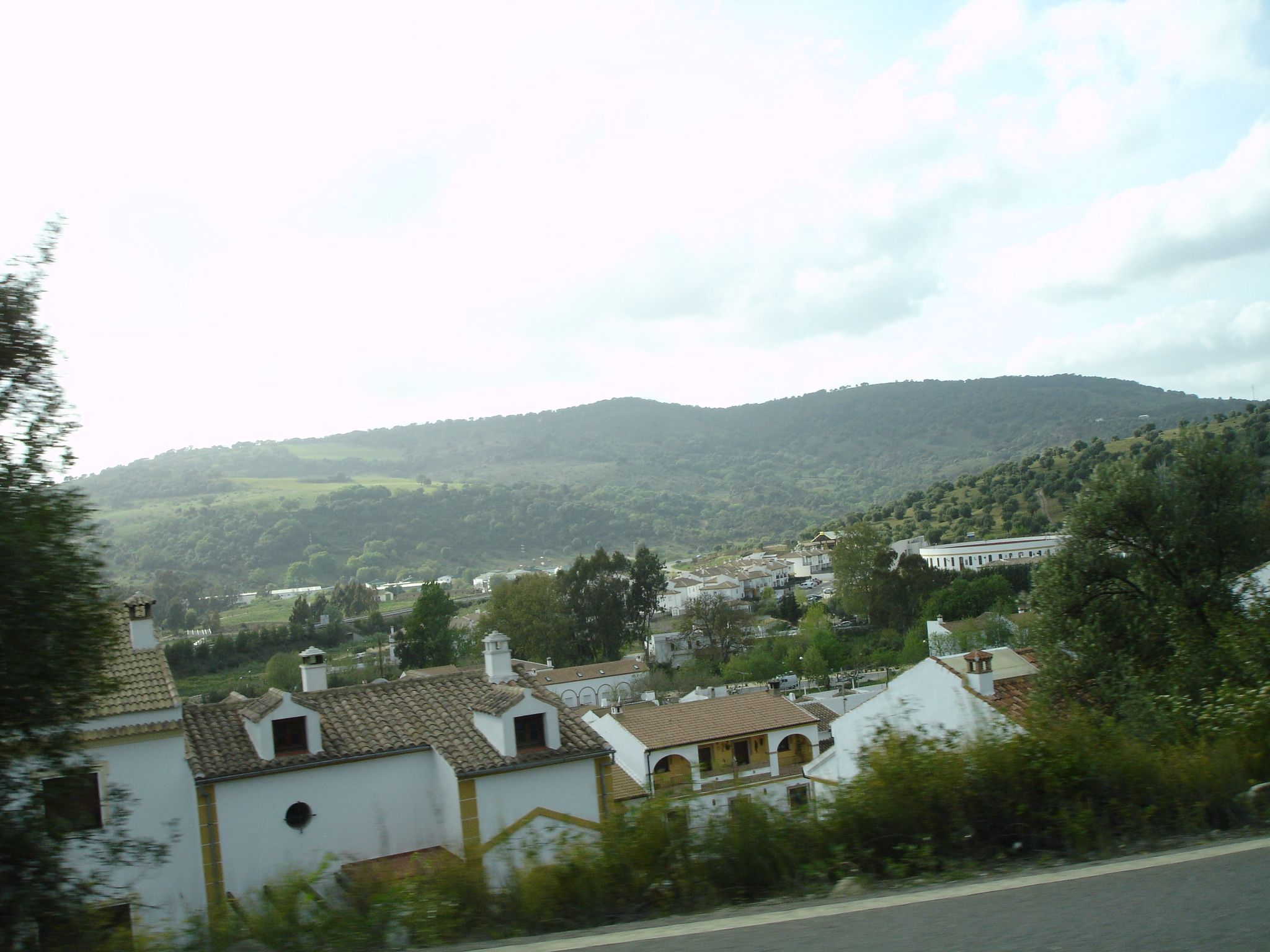
El Bosque desde la carretera de Benamahoma
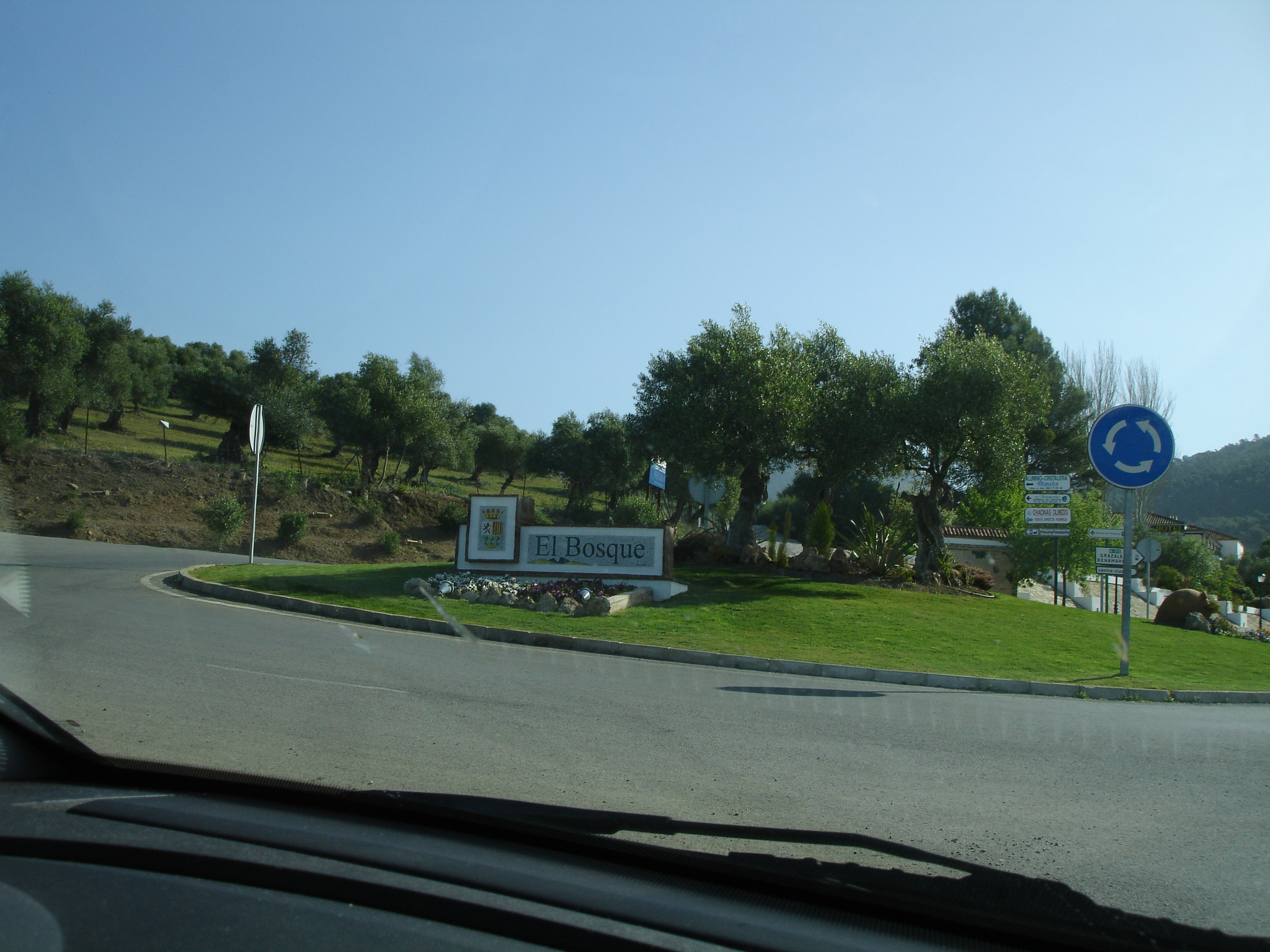
Entrada desde Arcos de la Frontera
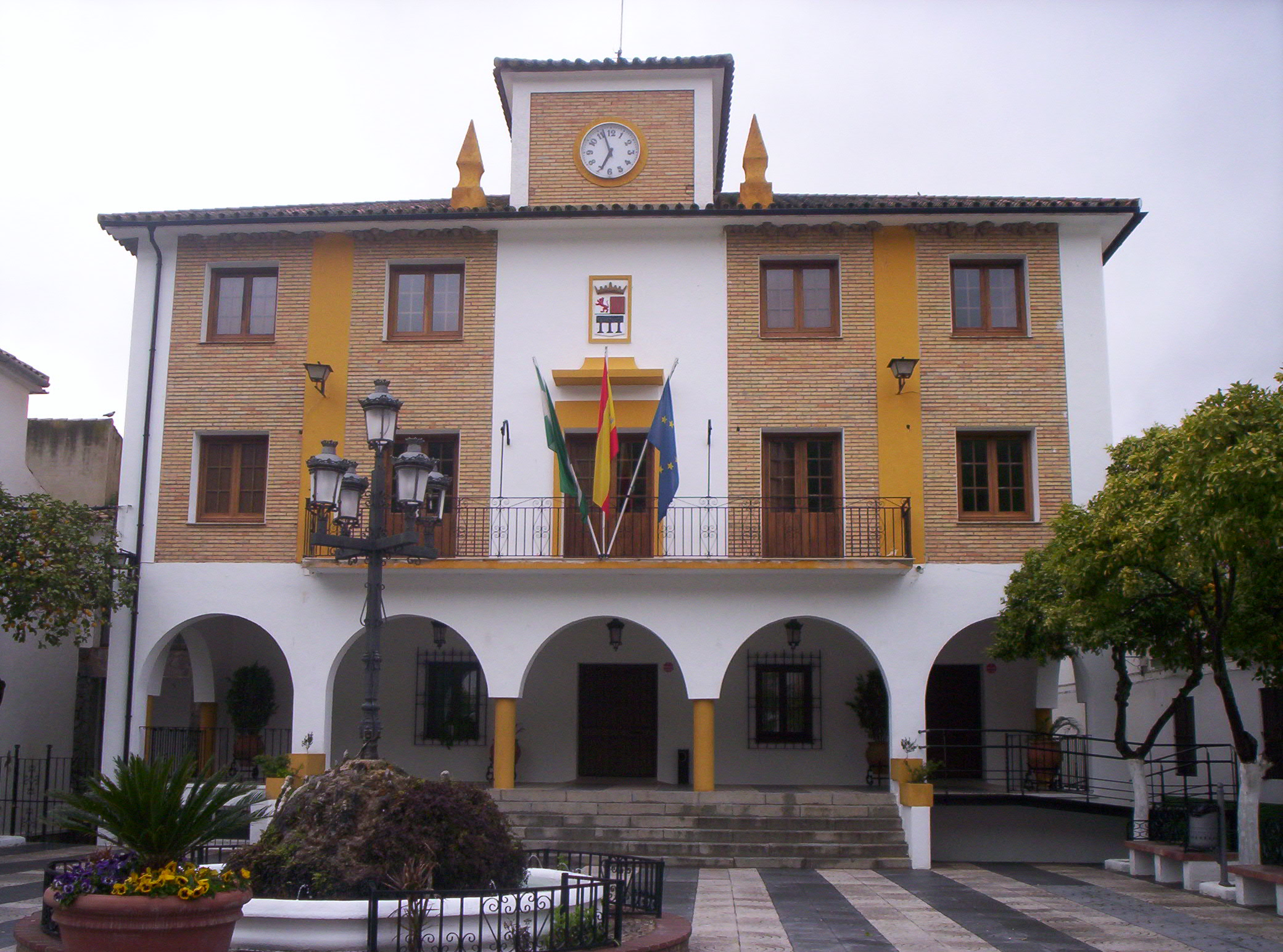
Ayuntamiento de El Bosque
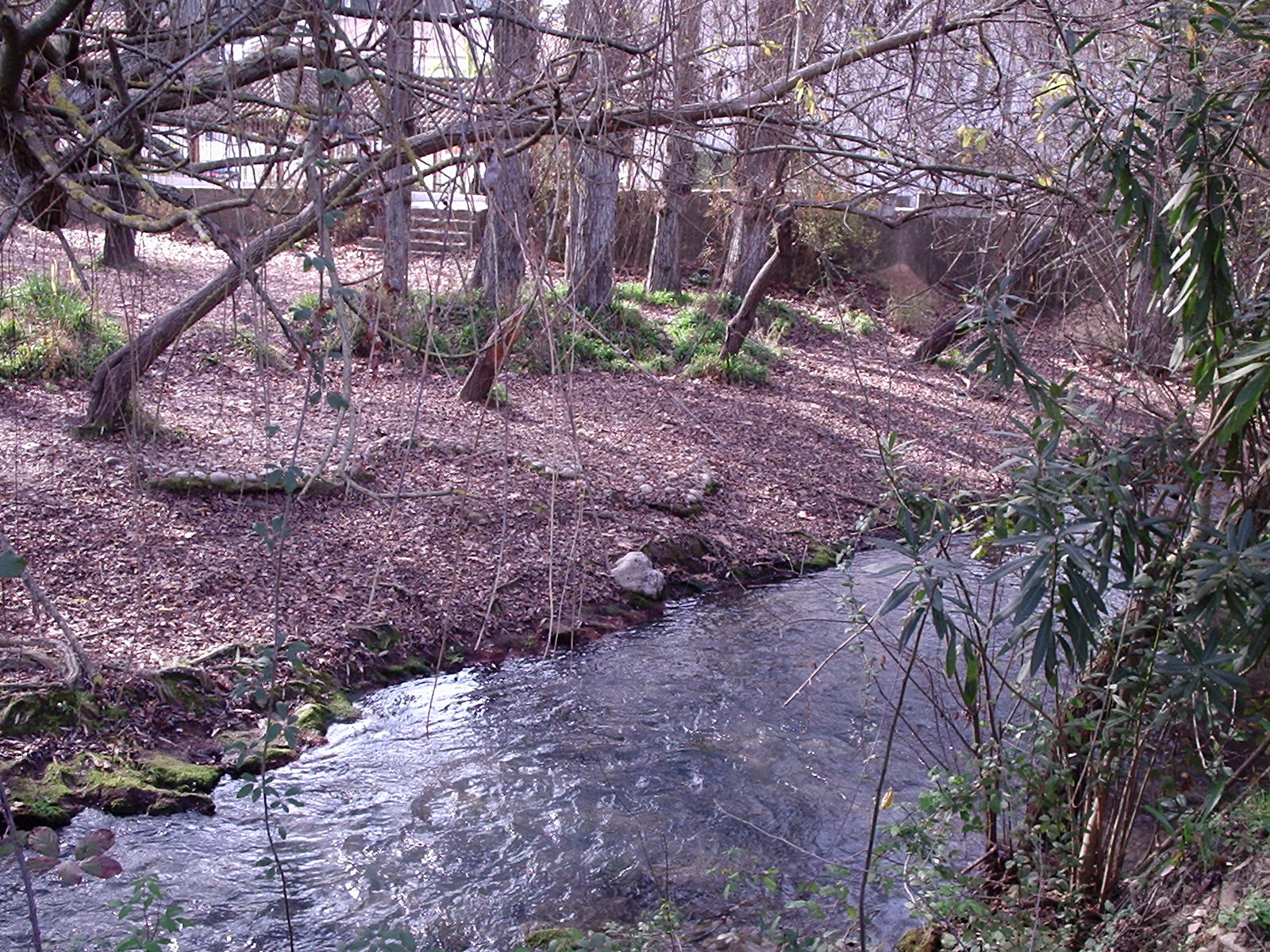
Vista del río Majaceite en El Bosque